# Вейль, Жанна
Жанна-Клеманс Вейль (фр. Jeanne Weil; 21 апреля 1849 — 26 сентября 1905) — мать Марселя Пруста, прототип матери и бабушки Рассказчика из его романа «В поисках утраченного времени».

## Вейли
Внучка еврея Баруха Осиля, выходца из Эльзаса, владельца фарфоровой фабрики под Парижем.
Дочь Нате Вейля (1814—1896) и Адели Бернкастель (1824—1890). Нате, как его родной брат Лазарь (Луи) Вейль (1816—1896), был известным финансистом. Среди их родственников был Адольф Кремье (1796—1880).
У Жанны был родной брат Жорж Вейль (1847—1906).

## Биография
3 сентября 1870 года Жанна Вейль вышла замуж за доктора Адриана Пруста. Супруги сняли квартиру недалеко от церкви Мадлен в Париже. Осада города заставила доктора Пруста увезти беременную жену к её дяде Луи Вейлю в Отёй, пригород Парижа.
Дом Луи Вейля был окружен большим садом (он описан у Пруста), тогда как дом в Илье такого роскошного сада не имел. Эти два дома, где писатель провёл многие дни и месяцы в детстве, соединились в один, ставший в романах цикла «В поисках утраченного времени» домом в Комбре.
В Отёе 10 июля 1871 года родился Марсель Пруст. Роды прошли благополучно, но ребёнок появился на свет слабым, поэтому крестили его лишь 5 августа, по католическому обряду, и нарекли Марселем-Валантеном-Луи-Эженом-Жоржем.
24 мая 1873 года в Отёе родился второй сын, Робер Пруст (1873—1935), ставший впоследствии, как и отец, известным медиком. В августе 1873 года семья Прустов перебралась в Париж и поселилась на бульваре Мальзерб, где прожила до 1900 года.